# Трансністрія
Можливо, ви шукали статтю Придністров'я
Трансні́стрія (рум. Transnistria «Задністров'я») — адміністративно-політична одиниця на південному заході сучасної України та лівому березі Дністра сучасної Молдови, яку німці на підставі договору в Бендерах від 30 серпня 1941 року віддали під тимчасову румунську цивільну управу. Румунський регіон Трансністрія був поділений на 13 повітів (жудеців) (19 серпня 1941 — 29 січня 1944).
На відміну від Бессарабії та Буковини, Трансністрія формально до складу Румунії не входила. І. Антонеску отримав лише німецький мандат на здійснення тимчасового правління та економічної експлуатації.

Німеччина зберігала в Трансністрії своє верховне право, за яким вона розпоряджалася залізницями та морськими портами, а також запровадила свою німецьку марку (Reichskreditkassenscheine, XDEK) як єдину «законну» валюту на окупованій радянській території.

Гітлерівська Німеччина здійснювала свій контроль також у Бессарабії та Буковині під виглядом консульств, комендатур, «радників» та «експертів», які активно втручалися у діяльність румунської окупаційної адміністрації.

## Історія

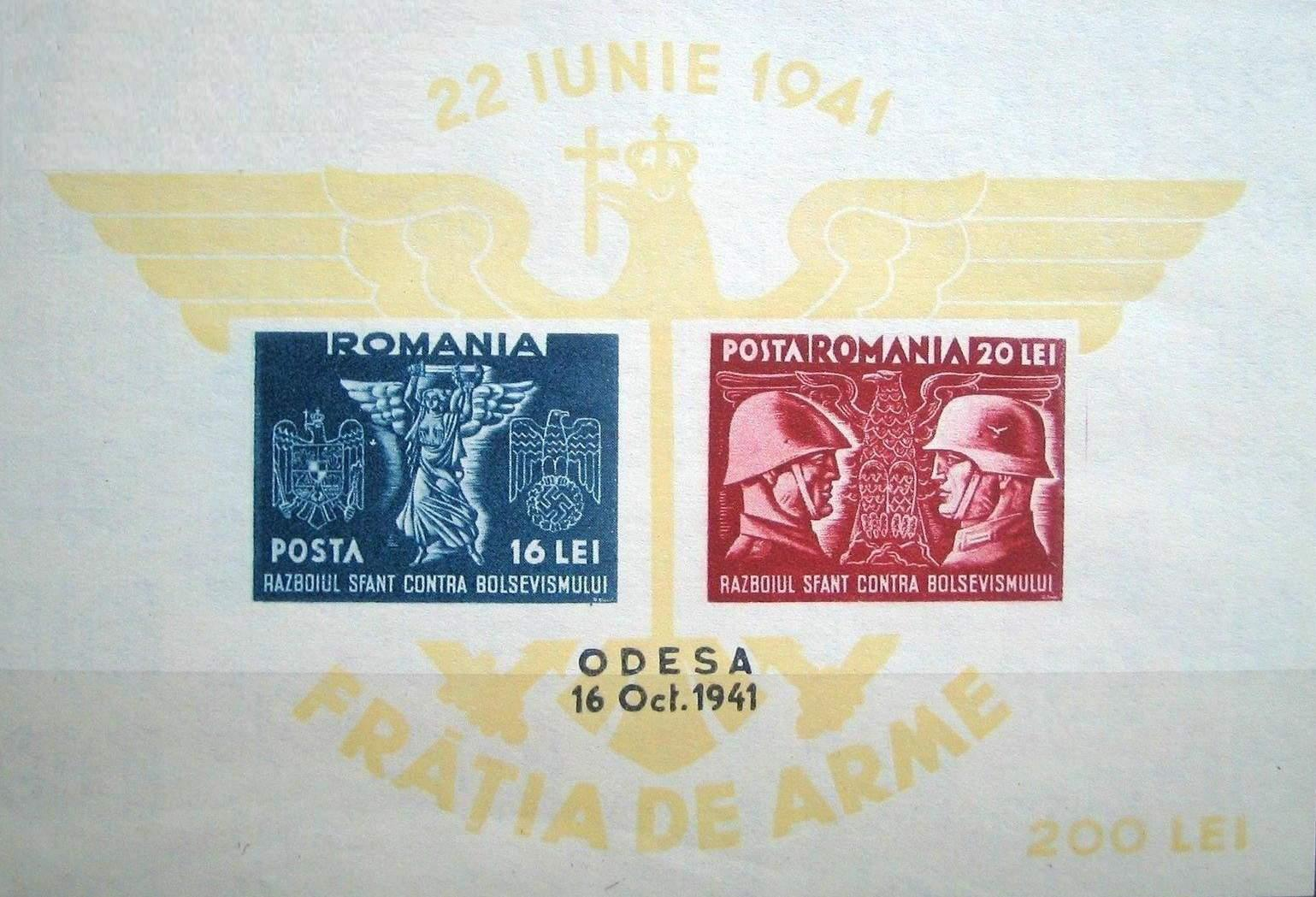
Листівка 1941 року

Трансністрія (таку назву вживали румунські історики з початку 20 століття для земель на схід від Дністра) охоплювала територію (близько 40 000 км² з 2,2 млн мешканців) між Дністром і Південним Бугом до річок Лядової і Рову на півночі та поділялася на 13 повітів і 65 районів. Губернатором Трансністрії призначено Георге Алексяну з осідком в Одесі (спершу в Тирасполі); він підпорядковувався «Військово-цивільному кабінетові для управління Басарабією, Буковиною і Трансністрією» при Раді міністрів Румунії.
Адміністрація Трансністрії була з вихідців із Румунії. Спеціальні комісії «румунізації й колонізації» румунізували наддністрянські повіти, а офіційно вживаними мовами були румунська, російська й німецька.
Румунська адміністрація Придністров'я намагалася опанувати ситуацію в регіоні під час окупації. З цією метою відкриті всі церкви, раніше закриті Радянською владою. В 1942—1943 рр. у регіоні було організовано 2200 початкових шкіл (у тому числі 1677 українських, 311 румунських, 150 русинських, 70 німецьких та 6 болгарських), відкрито 65 середніх шкіл, 29 технікумів та 23 академічні виші. Театри були відкриті в Одесі й Тирасполі, а також у декількох музеях, бібліотеках та кінотеатрах по всьому регіону. 7 грудня 1941 р. в Одеському університеті було відкрито 6 факультетів — медичний, політехнічний, юридичний, науковий, філологічний та аграрний.
Ситуація на фронті в січні 1944 р., пов'язана з наближенням радянських військ до кордонів губернаторства, привела до істотних змін — цивільне управління в Трансністрії було скасовано. Тепер влада в межиріччі Бугу і Дністра перейшла до румунського військового командування, внаслідок чого відбулося скорочення адміністративного апарату. Всі дирекції губернаторства, так само як і міські, було ліквідовано. Натомість було утворено лише дві; в межах їх компетенції були питання адміністрації та економіки. За німецьким зразком повітову структуру було замінено на дистрикти.
18 березня 1944 р. німці змусили своїх румунських союзників підписати протокол про передачу територій між Дністром та Бугом генералу Аулебу, уповноваженому Верховного Головнокомандування німецької армії. Територія перейшла до рук німецького командування і фактично перебувала під ним до початку квітня 1944 р.

## Винищення євреїв

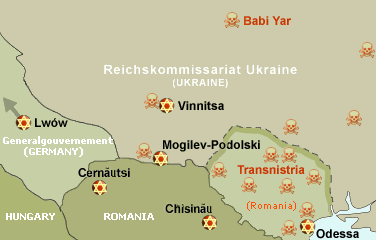
Мапа винищення євреїв в Україні та Румунії. Різанини позначено червоними черепами

Під час румунської окупації багато євреїв було депортовано до Придністров'я з Бессарабії та Буковини. У період 1941—1944 років, 200.000 ромів і євреїв стали жертвами румунської окупації Придністров'я. Не будучи румунською територією, Придністров'я використовувалося як полігон для знищення євреїв. Ті, що вижили в нацистській Німеччині розповідали, що в порівнянні з німцями, у яких депортації були ретельно сплановані, румунський уряд розміщував людей у сирих казармах без води, електроенергії та туалетів. Той, хто не міг ходити — залишався без догляду і помирав. Загалом у Придністров'ї було близько 150 гетто і таборів.
До Одеси з тодішнім населенням 80-90 тис. було вивезено 180 тис. євреїв. 22 жовтня 1941 року в румунському військовому штабі вибухнула бомба, що спровокувала масову різанину євреїв та багатьох було спалено живими. Тільки в жовтні та листопаді 1941 року в місті загинули близько 30000 євреїв. Крім того, багато євреїв залишилися у Бессарабії (залишено 84 000, вивезено 105 000 євреїв) та Північної Буковини (залишено 36 000, вивезено 60 000 євреїв). Але водночас більшість румунських євреїв (375 000) під режимом Антонеску пережили Другу світову війну.

## Повіти

Зворотній бік фронтових документів, що були видані інженер-капітану Турбаєвському К. І. в Одесі 24 серпня 1944 року перед десантом у Жебріяни — Вилкове. Для економії паперу документи іноді писалися на офіційних бланках Трансністрії. Це бланк документа на отримання фінансових коштів для репатріантів з Румунії, що переїжджають в Україну.

- Ананьївський повіт
- Балтський повіт
- Березівський повіт
- Дубосарський повіт
- Голтянський повіт
- Джугастрівський повіт
- Могилівський повіт
- Овідіопольський повіт
- Одеський повіт
- Очаківський повіт
- Рибницький повіт
- Тираспольський повіт
- Тульчинський повіт

## Економіка
Спершу румунська адміністрація зберігала колгоспи й радгоспи, а з березня 1942 року колгоспи перетворено на «трудові громади», що поділялися на бригади з 20-30 родин, які були зобов'язані обробляти по 200—400 га землі. Промислові й торгові підприємства були віддані в користування румунським урядовцям або державним кооперативам.

## Церковне життя
На церковному відтинку румуни підпорядкували православне населення під опіку румунському патріархату в Бухаресті, який вислав до Одеси «Румунську православну місію Трансністрії». Місію спершу очолював архімандрит Ю. Скрібан, потім митрополит Вісаріон Пую (1942) і єпископ Антін Ніка (1943) (всі румуни). Діяли також місцеві православні священики УАПЦ, «тихонівці» й «обновленці». Усього було 300 — 400 церков (з 617 священиками) і 12 монастирів.

## Кінець Трансністрії
З наближенням фронту на початку 1944 року Трансністрію передано румунській, згодом німецькій військовій управі. У березні 1944 року на територію Трансністрії ввійшли радянські війська.